# Let Me Off Uptown (album de Cheryl Bentyne)
Albums de Cheryl Bentyne
Cheryl Bentyne Sings Waltz for Debby
(2004) The Book of Love
(2006)
Let Me Off Uptown est un album de jazz de la chanteuse américaine Cheryl Bentyne sorti en 2005.
Sur cet album, Cheryl Bentyne rend hommage à la chanteuse bebop Anita O'Day, que « la plupart des amateurs de jazz considèrent comme l'une des meilleures chanteuses que le genre ait pu offrir dans les années 1940 et 1950 ».

## Historique

### Contexte

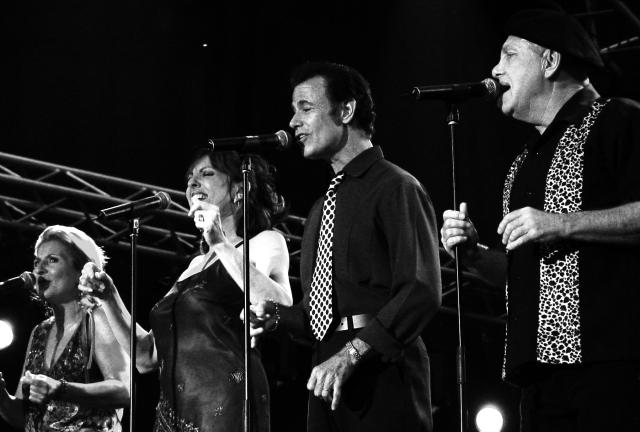
The Manhattan Transfer.

Cheryl Bentyne est la soprano du quatuor de jazz Manhattan Transfer depuis 1979,,.
En 1992, elle commence une carrière d'enregistrement en tant que soliste.
Sur son premier album solo, Something Cool, « elle applique son style vocal urbain à des chansons pop modernes dans un style jazz » mais elle oriente ensuite sa carrière solo vers un répertoire purement jazz avec Dreaming of Mister Porter en 2000 (un hommage au compositeur  Cole Porter), Talk of the Town en 2002, Lights Still Burn en 2004, Let Me Off Uptown en 2005, Book of Love en 2006, The Cole Porter Songbook en 2009 et The Gershwin Songbook en 2011.

### Genèse de l'album

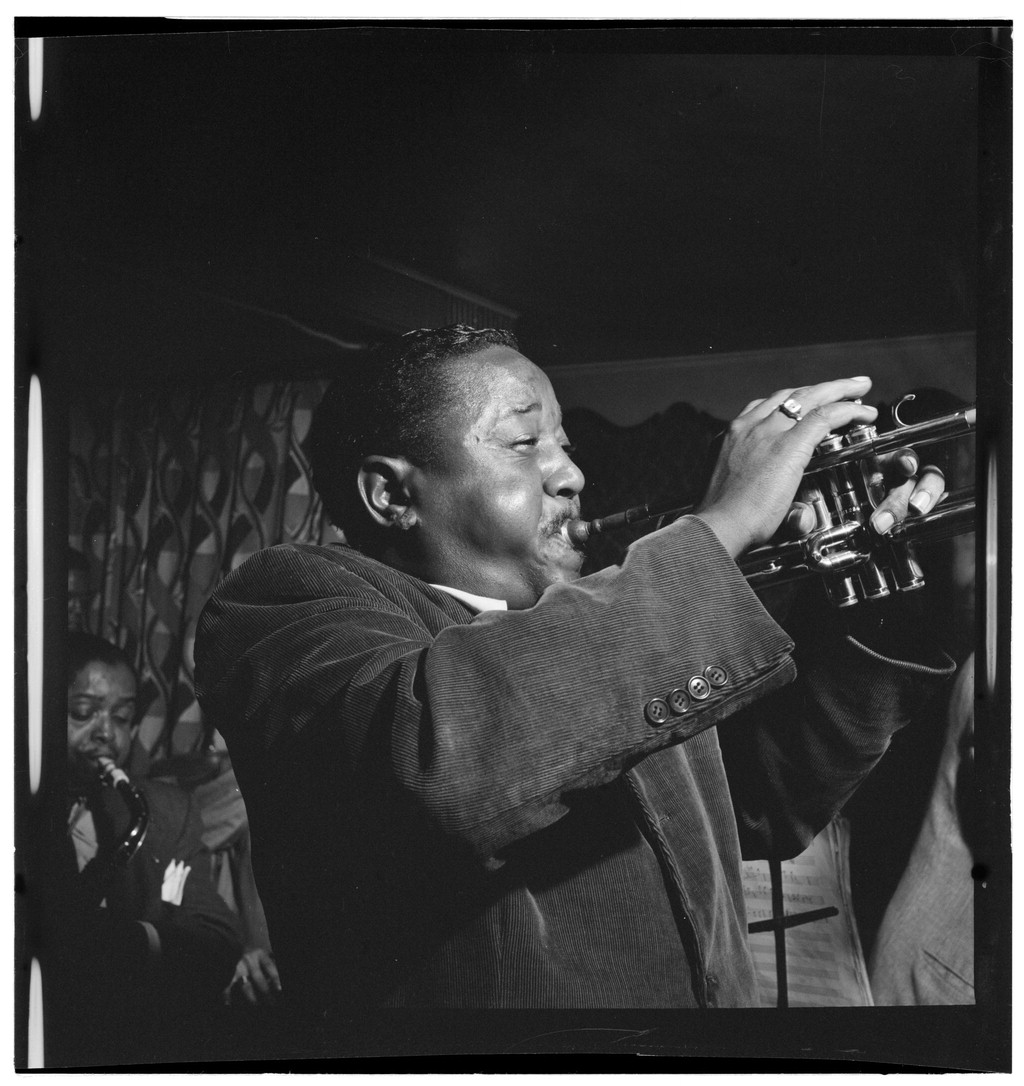
Roy Eldridge.

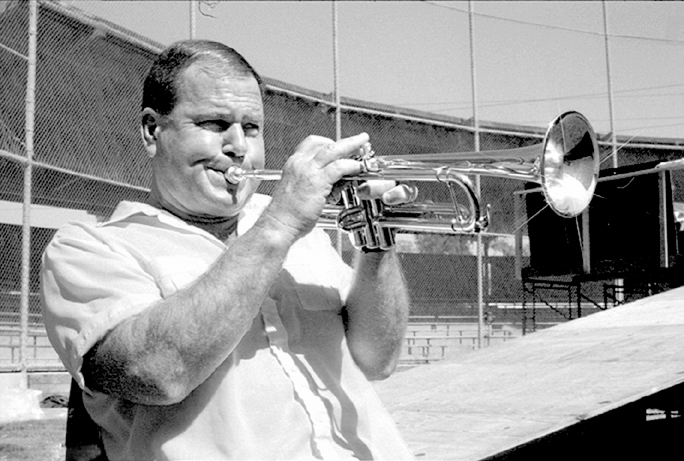
Jack Sheldon.

C'est le manager de Cheryl Bentyne, Bill Traut, qui avait joué avec Anita O'Day lorsqu'il était jeune saxophoniste au milieu des années 1940, qui lui suggère d'enregistrer ce disque en hommage à la chanteuse bebop, car il a remarqué les similitudes dans leurs voix et estime que Cheryl Bentyne est la chanteuse idéale pour rendre justice à Anita O'Day : toutes deux ont commencé leur carrière comme chanteuses d'orchestre, toutes deux savent swinguer et toutes deux comprennent parfaitement le Grand répertoire américain de la chanson (Great American Songbook),.
Pour préparer l'enregistrement de l'album, Cheryl Bentyne, Bill Traut et Corey Allen (le producteur, pianiste et époux de Cheryl Bentyne) écoutent presque tout ce qu'Anita O'Day a enregistré,,.
Corey Allen écrit les arrangements de la section rythmique à partir des enregistrements originaux d'Anita O'Day, tandis que Bill Holman compose les arrangements pour les cuivres.
L'un de ses succès les plus durables mettait en scène Anita O'Day dans un duo avec le trompettiste et chanteur Roy Eldridge, dont le rôle est joué ici par le trompettiste Jack Sheldon,,,. Selon Corey Allen, dans la notice du CD, « on peut entendre que Cheryl et Jack s'amusaient beaucoup dans le studio ».

### Enregistrement et production
L'album Let Me Off Uptown est enregistré les 2 et 3 novembre 2004 aux Castle Oaks Studios à Calabasas en Californie, aux États-Unis par l'ingénieur du son Tom McCauley,,.
L'album est produit par Corey Allen (pianiste et époux de Cheryl Bentyne) et Bill Traut, un musicien, arrangeur, producteur, manager, éditeur et directeur de label qui est par ailleurs avocat et consultant,,,.
Le mixage est effectué par Tom McCauley et Corey Allen au studio B2 à Valley Village, un quartier de Los Angeles,    et la mastérisation (matriçage) par Gene Paul au studio DB Plus à New York,,.

### Publication
L'album sort en 2005 en compact disc sur le label Telarc sous la référence CD-83606,,.
La notice du CD (original liner notes) est rédigée par Corey Allen (pianiste, producteur et époux de la chanteuse),,.
Le design de la pochette est l'œuvre d'Anilda Carrasquillo, tandis que la photographie est de Steve Melnik,,.

## Accueil critique
Le site AllMusic attribue 4 étoiles à l'album Let Me Off Uptown. Le critique Aaron Latham d'AllMusic souligne que « pour ceux qui connaissent à la fois O'Day et Bentyne, l'association des deux chanteuses est pratiquement idéale, car les compétences techniques, le phrasé et le ton de Bentyne rappellent souvent ceux d'Anita O'Day dans ses premières et meilleures œuvres ». Pour Latham, s'il y a une différence entre les deux chanteuses « c'est que Bentyne a une approche plus douce de la mélodie, surtout sur des ballades comme Skylark ou la magnifique Man With a Horn. Ses vocalises en tant que membre du groupe Manhattan Transfer ont peut-être contribué à cette douceur, mais elle n'en est pas moins délicieuse et efficace ». Latham précise qu'« une partie du succès de ce disque est due aux musiciens qui accompagnent Bentyne. Le batteur David Tull et le bassiste Kevin Axt maintiennent impeccablement le rythme tandis que le trompettiste Jack Sheldon fournit un travail solo de qualité et fait même un duo avec Bentyne sur le tube humoristique d'Anita O'Day et Roy Eldridge Let Me Off Uptown », avant de conclure « Comme avec O'Day, ce que l'on attend de Bentyne, c'est une performance pure, confortable et sophistiquée. Avec cette sélection, elle a répondu à ces attentes tout en capturant l'esprit d'Anita O'Day, et ceux qui écoutent Let Me Off Uptown de Cheryl Bentyne auront l'avantage de découvrir deux grandes artistes ».
Pour Michael Bailey, du site All About jazz, en avril 2005 « Bentyne s'est préparée à cet enregistrement en écoutant tous les albums existants d'O'Day. Cela se voit. Elle n'essaie pas d'imiter O'Day. Bentyne comprend parfaitement les inclinaisons du phrasé et les exécute de sa propre voix. Le résultat est un fabuleux récital d'airs de big band (Let Me Off Uptown, Let's Face the Music et Boogie Blues) et de ballades pour petits groupes (un étonnant Skylark et Little Girl Blue). Let Me Off Uptown est une excellente introduction à Cheryl Bentyne et Anita O'Day. Le groupe est brillant, une caractéristique accentuée par la superbe sonorité qui caractérise tous les enregistrements de Telarc. C'est un plaisir qui ne doit pas être refusé ».
En septembre 2005, Karl Lozier, du site Positive Feedback, souligne que Corey Allen, le mari de Cheryl Bentyne, qui a produit cet enregistrement « y joue du piano avec beaucoup de talent, tout en dirigeant un groupe exceptionnel. On y trouve beaucoup de cuivres, de la trompette au saxophone alto et ténor, en passant par le trombone et le Mighty Little Big Horns. Ajoutez-y la basse, la guitare, la batterie et le piano d'Allen, et vous obtenez une musique très agréable. L'enregistrement révèle clairement les contributions des musiciens accompagnateurs, ainsi que celle de Cheryl Bentyne ».
Pour Jazz Journal International en 2006, « les solistes invités sont tous très bons, avec un Sheldon particulièrement brillant ».
Dans Il canto nero, Guido Michelone estime que, sur cet album, Cheryl Bentyne « se surpasse peut-être en matière de virtuosité et de force expressive, se révélant être l'une des rares à affronter le swing d'Anita O'Day sur des tempos rapides et redonnant à ces chansons le poids rythmique adéquat, vers une vivacité interprétative qui fait souvent défaut ». Et Michelone de conclure « Cheryl est exquise sur des morceaux bluesy rapides comme Honeysuckle Rose,  I Won't Dance, Boogie Blues, Let's Face the Music and Dance et la chanson titre, sans oublier les morceaux intimes Skylark, Tea for Two, Little Girl Blue et bien d'autres. L'accompagnement savoureux et swinguant est à la hauteur ».

## Liste des morceaux
| 1.    | Let Me Off Uptown              | Earl Bostic, Redd Evans                                                       | 3:36 |
| 2.    | Pick Yourself Up               | Dorothy Fields, Jerome Kern                                                   | 2:30 |
| 3.    | Honeysuckle Rose               | Thomas 'Fats' Waller / Andy Razaf                                             | 4:14 |
| 4.    | Skylark                        | Hoagy Carmichael, Johnny Mercer                                               | 4:57 |
| 5.    | Let's Face the Music and Dance | Irving Berlin                                                                 | 3:48 |
| 6.    | Man With A Horn                | Bonnie Lake, Eddie Delange, Truman Jenny                                      | 4:01 |
| 7.    | Boogie Blues                   | Gene Krupa, Remo Biondi                                                       | 3:06 |
| 8.    | It Shouldn't Happen To A Dream | Don George, Duke Ellington, Johnny Hodges                                     | 4:41 |
| 9.    | Whisper Not                    | Benny Golson, Leonard Feather                                                 | 3:24 |
| 10.   | Tea for Two                    | Irving Caesar, Vincent Youmans                                                | 2:40 |
| 11.   | Little Girl Blue               | Richard Rodgers, Lorenz Hart                                                  | 4:01 |
| 12.   | I Won't Dance                  | Jerome Kern, Jimmy McHugh, Dorothy Fields, Oscar Hammerstein II, Otto Harbach | 3:57 |
| 13.   | Waiter, Make Mine Blues        | Anita O'Day, Remo Biondi                                                      | 3:37 |
| 48:25 |                                |                                                                               |      |

## Musiciens
- Cheryl Bentyne : chant
- Jack Sheldon : trompette, chant
- Corey Allen : piano
- Grant Geissman : guitare
- Larry Koonse : guitare
- Kevin Axt : contrebasse
- David Tull : batterie
- section de cuivres « The Migthy Little Big Horns » dirigée par Bill Holman :
  - saxophone : Lanny Morgan, Pete Christlieb, Bob Efford
  - trompette : Bob Summers, Carl Saunders, Chris Tedesco
  - trombone : Bob McChesney